# Voltairine de Cleyre
Voltairine de Cleyre, née le 17 novembre 1866 à Leslie, Michigan et morte le 20 juin 1912 à Chicago, est une militante et théoricienne anarchiste américaine qu’Emma Goldman considérait comme « la femme anarchiste la plus douée et la plus brillante que l’Amérique ait jamais produite ».
Elle est l'auteure de chroniques, de poèmes, d'essais politiques surtout consacrés à l’économie, la religion, la pensée anarchiste et ses moyens d’action. Elle promeut un anarchisme sans adjectif qui refuse les « tendances » qui divisent le mouvement libertaire et défend l’action directe comme seul moyen de révolution sociale.
Son féminisme radical (bien que le mouvement n'existe pas encore à l'époque, il s'agit d'une association à posteriori) l'amène, dès 1890, à dénoncer « l’esclavage sexuel » et le viol légal qu’est à ses yeux l'institution du mariage.
En 1911, lors de la révolution mexicaine, elle s’engage activement aux côtés de Ricardo Flores Magón et contribue à son journal, Regeneración.

## Biographie
(novembre 2024).
Voltairine de Cleyre est née dans une famille pauvre de la classe ouvrière. Sa mère, Harriet Elizabeth Billings est américaine et son père, Hector De Claire, est né à Lille (1836) dans le Nord de la France et récemment immigré aux États-Unis. Elle doit son prénom à l’admiration de son père pour Voltaire, mais on la surnomme très vite Voltai. Vers 1887-88 elle changera son nom pour de Cleyre. En 1880, après la séparation de ses parents, son père la recueille et la place dans un couvent. Cette expérience, associée aux liens de sa famille avec le mouvement abolitionniste et le chemin de fer clandestin, la dureté et la persistance de la pauvreté dans laquelle elle a grandi ajoutées à son nom de baptême, l’ont rendue athée. Ceci a certainement contribué à la rhétorique radicale qu’elle a développée peu de temps après son adolescence.
Elle commence à s’impliquer dans le mouvement libre-penseur (principalement anticatholique et anticlérical) après sa sortie du couvent en donnant des conférences et des articles aux périodiques libres-penseurs. Au début des années 1880, sa présence dans le mouvement libre-penseur est influencée par Thomas Paine et surtout Mary Wollstonecraft, ainsi que de Henry David Thoreau, Big Bill Haywood, Clarence Darrow, et plus tard Eugene Victor Debs.

### Anarchisme sans adjectif

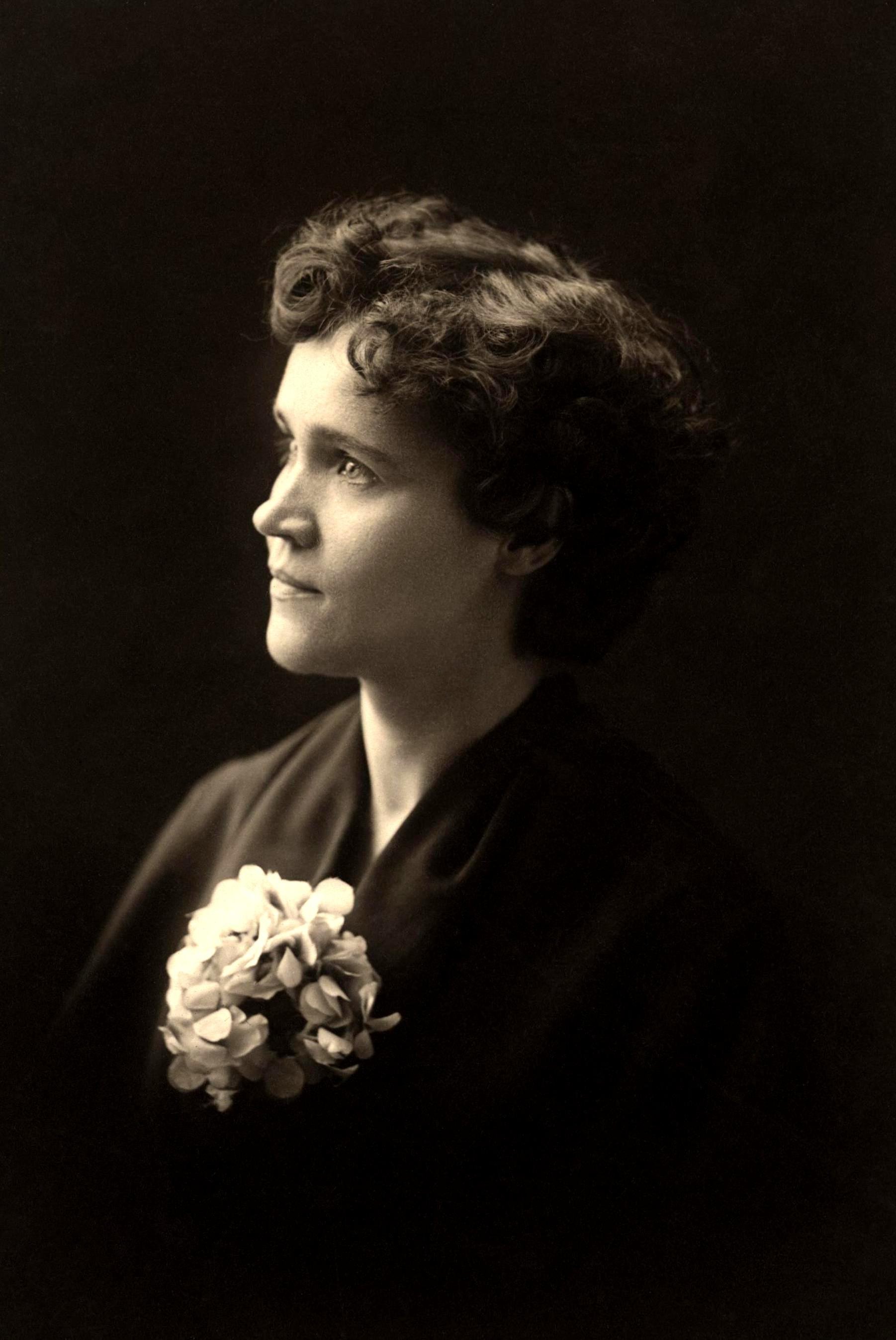
Voltairine de Cleyre à Philadelphie en 1901.

En 1887, elle découvre le socialisme : « Pour la première fois j’entendais parler de moyens pour améliorer les conditions de vie de la classe ouvrière qui prenait en compte les circonstances du développement économique. Je me ruais sur cette idée comme quelqu’un qui a erré dans l’obscurité s'est précipité vers la lumière. » Elle devient anarchiste après la pendaison, le 11 novembre 1887, des quatre anarchistes accusés à tort d’avoir posé une bombe au cours de l’émeute de Haymarket Square, qui fit sept morts. Le procès de ces « martyrs de Chicago » (ils étaient huit inculpés au total) s’est déroulé dans une hystérie collective contre les anarchistes. « Jusqu’alors, je croyais en la justice essentielle de la loi américaine, au procès par un jury, après cela, je n’ai jamais pu », écrit-elle dans un essai autobiographique publié en 1914.
Le 12 juin 1890, elle donne naissance à un fils, Harry, dont le père est le libre-penseur James B. Elliot, avec lequel elle n'eut pas de vie commune suivie. Elle eut d'autres partenaires, comme Dyer D. Lum, Thomas Hamilton Garside, et Samuel Gordon, médecin, anarchistes tous deux et avec lesquels non plus elle ne partagea pas de vie commune.
Connue pour être une excellente oratrice et rédactrice, Voltairine de Cleyre, possédait, selon son biographe Paul Avrich, « un talent littéraire plus grand que celui de n’importe quel autre anarchiste américain » et, selon E. Goldman, en tant qu’avocate inlassable de la cause anarchiste dont « l’ardeur religieuse marquait tout ce qu’elle entreprenait […] Sa nature tout entière était celle d’une ascète. »
Emma Goldman, qui estimait Voltairine de Cleyre, a écrit un essai en sa défense. Cependant, les deux femmes étaient en désaccord sur quelques points-clé. Voltairine de Cleyre a commencé à fréquenter pour plusieurs années les anarchistes individualistes dont elle a adopté les idées. Dans son essai de 1894 intitulé In Defense of Emma Goldman and the Right of Expropriation, elle a soutenu le droit d’expropriation tout en restant neutre en ce qui concerne la tentative de le faire appliquer : 

« Je ne pense pas que la moindre parcelle de chair humaine sensible vaille tous les droits de propriété de la ville de New York… Je dis que c’est à vous de décider si vous mourrez de faim ou de froid à la vue de vivres et de vêtements, hors de prison ou si vous commettrez quelque acte manifeste contre l’institution de la propriété […] Et en disant ceci, je ne cherche pas à remettre en cause ce que Mlle Goldman fait par ailleurs. Nos vues divergent en ce qui concerne l’économie et la morale […] Miss Goldmann est communiste et je suis individualiste. Elle désire abolir le droit de propriété tandis que je désire le soutenir. »

Par la suite, Voltairine de Cleyre a néanmoins fini par adopter une position à mi-chemin entre l'anarchisme individualiste et communiste :  

« L’individualisme suppose que la propriété privée soit la clé de voûte de la liberté individuelle ; affirme qu’une telle propriété devra consister en l’absolue possession de ses propres produits et du partage de l’héritage naturel de tous utilisables par tous. L’anarchisme communiste, au contraire, déclare qu’une telle propriété est à la fois irréalisable et indésirable ; que la possession et l’utilisation des ressources naturelles et des moyens de production par tous peuvent seules protéger l’individu contre la récurrence de l’inégalité et de ses conséquences, le gouvernement et l’esclavage. Ma conviction personnelle est que les deux formes de société , ainsi que de nombreuses variantes, seraient expérimentées, en l’absence de gouvernement, dans différents lieux selon les instincts et les conditions matérielles des habitants, mais que ces deux objections fondées devraient être laissées au choix. Seules la liberté et l’expérimentation sont en mesure de déterminer les meilleures formes de la société. Par conséquent, je ne me qualifie plus autrement que comme « anarchiste » tout simplement.» 

Elle est devenue, à la place, l’une des avocates les plus en vue d’un « anarchisme sans adjectif », une faction de l’anarchisme se concentrant sur l’harmonie entre ses diverses factions, et n’a rien préconisé au-delà de la conception de base de l’anarchisme comme idéologie anti-étatiste et anticapitaliste. Dans The Making of an Anarchist, elle écrit : « Je ne me m’appelle plus autrement que simple anarchiste. »

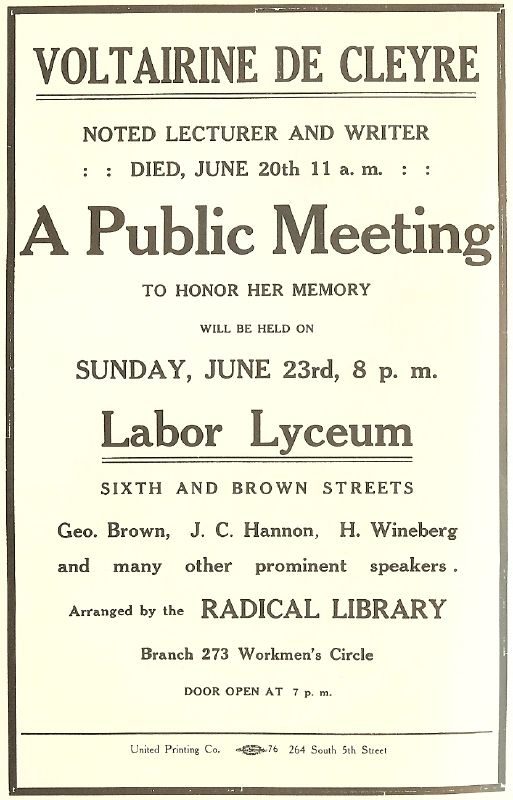
Affiche annonçant un mémorial quelques jours après la mort de Voltairine de Cleyre.

Dans son essai de 1912, « De l'action directe », largement cité aujourd’hui, en défense de l’action directe, elle souligne des exemples tels que ceux de la Boston Tea Party en faisant remarquer que « l’action directe a été toujours employée et jouit de la sanction historique de ceux-là mêmes qui la réprouvent actuellement. »
Voltairine de Cleyre s’est également opposée avec force à l’existence d’une armée en temps de paix, arguant du fait que son existence rend les guerres plus probables. Dans son essai de 1909 intitulé Anarchism and American Traditions, elle propose, afin d’obtenir la paix, que « toutes les personnes aimant la paix devraient retirer leur soutien à l’armée et exiger de tous ceux qui souhaitent faire la guerre qu’ils la fassent à leurs propres frais et à leurs propres risques ; que ni salaire ni pension ne soit octroyés à ceux qui choisissent de faire commerce d’homicide. »

### Révolution mexicaine
Au printemps 1911, à un moment où elle est plongée dans un profond désespoir, elle reprend courage grâce à la révolution mexicaine et surtout grâce à l'action de Ricardo Flores Magón, « l'anarchiste mexicain le plus important de l'époque », selon Paul Avrich. Elle rassemble des fonds pour aider la révolution et commence à donner des conférences pour expliquer ce qui se passe et l'importance de la solidarité internationale. Elle devient la correspondante et la distributrice du journal Regeneración à Chicago.
Voltairine de Cleyre était proche de Dyer D. Lum, « son professeur, son confident, son camarade » et inspirateur.

### Tentatives de suicide et d’assassinat
Sujette toute sa vie à la dépression et à la maladie, elle a essayé de se suicider au moins à une occasion et a survécu à une tentative d’assassinat le 9 décembre 1902. Son assaillant, Herman Helcher, était un ancien élève auquel elle a pardonné plus tard, écrivant : « Ce serait un outrage à la civilisation s’il était envoyé en prison pour un acte qui était le produit d’un esprit malade. »
Elle meurt d’une méningite septique lors d'une opération à l'hôpital de Sainte-Marie de Nazareth, à Chicago, dans l'Illinois.

## Une féministe radicale

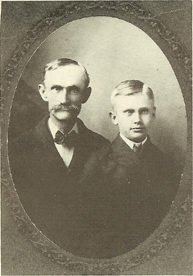
James B. Elliot et Harry, le fils de Voltairine de Cleyre.

Dans son essai de 1890, Sex Slavery, elle condamne les idéaux de beauté qui encouragent des femmes à se déformer le corps et les pratiques éducatives qui forment de façon artificielle les enfants selon qu’ils appartiennent à un sexe ou un autre. Le titre de l’essai se réfère non pas à la prostitution, bien que ce sujet soit également mentionné, mais plutôt aux lois du mariage permettant aux hommes de violer leurs épouses sans conséquences. De telles lois font « de chaque femme mariée ce qu’elle est, une esclave enchaînée qui prend le nom de son maître, le pain de son maître, les ordres de son maître, et qui sert ses passions. »
Pour elle, le mariage n’est que l’autre nom de l’esclavage sexuel. Un rapport sexuel non consenti, même entre un mari et son épouse, n’est autre qu’un viol. Les femmes doivent acquérir la pleine possession de leur propre corps. Dans « Les barrières de la liberté », conférence qu’elle prononce le 15 mars 1891, elle affirme que le mariage est la caution légale de l’assujettissement des femmes. Une société libre ne peut advenir sans une responsabilisation et une rébellion des femmes.
En 1907, lors de la conférence « Le mariage est une mauvaise action », véritable plaidoyer en faveur de l'amour libre, elle affirme que seule la distance ménagée permet l'épanouissement des relations amoureuses. Le contrat de mariage imposant une promiscuité des âmes et des corps va à l'encontre de l'amour.

En 1895, dans une conférence aux femmes de la Ligue libérale, elle déclare : 

« [la question sexuelle] est plus importante pour nous que n’importe quelle autre, à cause de l’interdit qui pèse sur nous, de ses conséquences immédiates sur notre vie quotidienne, du mystère incroyable de la sexualité et des terribles conséquences de notre ignorance à ce sujet. »

Toute sa vie, elle combat le système de la domination masculine. Selon l'historien Paul Avrich, « une grande part de sa révolte provenait de ses expériences personnelles, de la façon dont la traitèrent la plupart des hommes qui partagèrent sa vie [...] et qui la traitèrent comme un objet sexuel, une reproductrice ou une domestique. »

## Œuvres

### Traduites en français
- Y a-t-il plus fier et libre que nous ? Textes et poèmes anarcha-féministes, postface d'Emma Goldman, édition établie, traduite et préfacée par Léa Gauthier, Paris, Payot, coll. "Petite Bibliothèque Payot", 2023.
- « De l’action directe », texte d'une conférence de 1912[14]
  - Présenté par Normand Baillargeon, Le Passager clandestin, 2009
  - Traduit, annoté et présenté par Yves Coleman, éditions du Sextant, 2010
- Anarchisme et traditions américaines, texte traduit et annoté par Isabelle Pivert, préface de Chris Crass traduite par Yves Coleman, éditions du Sextant, 2012
- D'espoir et de raison. Écrits d'une insoumise, textes réunis et présentés par Normand Baillargeon et Chantal Santerre, Lux Éditeur, 2008 ; rééd. 2018, présentation éditeur
- « Le Mariage est une mauvaise action », texte traduit, annoté et présenté par Yves Coleman, éditions du Sextant, 2009
- Textes en français de Voltairine de Cleyre

### En anglais
- The First Mayday: The Haymarket Speeches, 1895-1910[15] (recueil de ses discours), édité par le Libertarian Book Club, 1980
- (en) Texte de L'Esclavage sexuel (Sex Slavery, 1890), en anglais sur Molinari Institute

## Littérature
Dans Chants d'utopie, premier cycle de Brice Bonfanti, le chant XIV du livre 2 est consacré à Voltairine de Cleyre sous le titre : Des fenêtres des portes des ponts des jardins.